# Suffrage censitaire
Le suffrage censitaire est le mode de suffrage dans lequel seuls les citoyens dont le total des impôts directs dépasse un seuil, appelé cens, sont électeurs. Parfois, le cens pour être éligible est fixé à un seuil plus élevé. Il existait des variantes, à mi-chemin entre le suffrage censitaire et le suffrage universel, dans lesquelles chaque électeur a un poids différent selon son niveau d'imposition, notamment le système des trois classes en Prusse et le vote plural en Belgique. Ces modes de suffrages s'utilisaient en Europe jusqu'au milieu du XXe siècle.

## Théorie
Emmanuel-Joseph Sieyès considérait que le vote était  une fonction et que par conséquent seuls les individus ayant les capacités (intelligence, niveau économique) d'exercer cette fonction devaient  y participer. Selon cette théorie, seuls « les actionnaires de la grande société » seraient suffisamment légitimes pour exercer l'activité de vote. Sieyès distingue les « citoyens actifs », ceux qui paient suffisamment d’impôts directs et qui sont capables de voter, des citoyens passifs, dont la richesse ne justifie pas une imposition, et incapables de voter. Sieyès justifie cette position en constatant que seuls les citoyens riches contribuent à la bonne marche de l'économie nationale et qu'il est par conséquent juste qu'ils influent sur la vie politique par le truchement du vote. Ceci explique le suffrage censitaire dans la constitution de 1791, dont Sieyès a contribué à la rédaction.
Ce mode de suffrage est à mettre en perspective avec la théorie de la souveraineté nationale. La souveraineté appartient à la nation, le droit de vote n'est donc pas un droit pour les citoyens mais une fonction, contrairement au droit qui découle de la théorie de la souveraineté populaire.

## Applications pratiques

### Angleterre
En Angleterre, le suffrage censitaire a été organisé en 1832, à l'occasion de la réforme électorale (Reform Act 1832) qui a établi un système électoral censitaire, au détriment des classes populaires. La Charte populaire fut adoptée en 1838, à l'initiative de l'Association des travailleurs londoniens. Elle réclamait le suffrage universel masculin, un juste découpage des circonscriptions électorales, l'abolition de l'obligation d'être propriétaire pour être éligible, des élections législatives annuelles, le vote à bulletin secret et l'indemnité parlementaire. Le mouvement resta actif et organisé jusqu'en 1848 et donna lieu à l’apparition des mouvements coopératifs et des mouvements syndicaux. Il connut trois grandes phases : entre 1838 et le début de 1840 ; à l'été 1842 et entre février et août 1848, correspondant aux trois grandes pétitions signées par des millions de Britanniques et déposées (pour les deux premières) au Parlement qui refusa d'en tenir compte.

### Belgique
En Belgique, le suffrage censitaire a été utilisé depuis l'indépendance (1830) jusqu'en 1894. Initialement, le cens était variable selon les régions : il était plus élevé dans les villes que dans les régions rurales. En 1848, il fut ramené pour tout le pays à 42,20 francs (minimum prévu par la Constitution). En 1894, il fut remplacé par un système de vote plural, qui donnait entre autres une (aux législatives) ou deux (aux communales) voix supplémentaires, suivant le niveau de paiement de l'impôt.
Le suffrage universel est introduit en 1919 pour les hommes et en 1948 pour les femmes.

### Espagne
En Espagne, les élections se font au suffrage censitaire jusqu’à l'approbation de la Constitution de 1869, qui établit le suffrage universel masculin au début du Sexenio Democrático.
Les élections générales de 1876, au début de la Restauration, se font encore au suffrage universel. La Constitution approuvée la même année ne définit pas les modalités de vote et s’en remet à la législation électorale. Le suffrage censitaire est rétabli par la loi électorale de 1878 et reste maintenu jusqu’en 1890, où le gouvernement libéral de Sagasta y met définitivement fin,,.

### France
En France, les élus du tiers état étaient élus par des chefs de foyer âgés de plus de 25 ans et payant l'impôt ; la Constitution de 1791 maintient ce suffrage censitaire (à deux degrés, suffrage indirect donc). La Constitution de l'an I, jamais appliquée, est la première qui prévoit un droit de vote non censitaire. Les membres du Conseil des Cinq-cents étaient élus au suffrage censitaire, ils devaient être âgés de plus de 30 ans et résider depuis au moins dix ans sur le territoire national. La Restauration puis la monarchie de Juillet maintiennent ce système de vote censitaire entre 1815 et 1848 : de 1814 à 1830, le cens est fixé à 300 F pour être électeur, et à 1 000 F pour être éligible. Le 19 avril 1831, il est abaissé à 200 F pour être électeur et 500 F pour être éligible : il y a 246 000 électeurs en 1847. Entre 1833 et 1848, les conseils généraux sont également élus au suffrage censitaire.
En 1848, avec la Deuxième République, le suffrage censitaire est remplacé par le suffrage universel masculin. Lors des élections législatives de 1848, qui sont les premières à se tenir au suffrage universel masculin, aucune profession de foi n'appelle à réinstaurer le suffrage censitaire. Néanmoins, ce suffrage universel est restreint par la loi dite « des Burgraves » du 31 mai 1850 (qui instaure un minimum de résidence de trois ans, ce qui exclut les pauvres) avant son abrogation par Louis-Napoléon Bonaparte.

### Italie
Le suffrage censitaire dans le royaume d'Italie en 1870 devient peu à peu universel vers 1913 avec l'évolution du Statut albertin.

### Prusse
Au landtag de Prusse, un système électoral complexe divisait la population selon le niveau d'imposition avec pondération des votes. Adopté en 1849, il était appelé « système des trois classes ». Selon ce système, les quelques électeurs les plus riches élisent autant de députés que la masse des électeurs les plus pauvres.